# Full Throttle (jogo eletrônico de 1995)
Full Throttle é um jogo de aventura e ação desenvolvido pela LucasArts e lançado em 30 de abril de 1995. Foi o décimo jogo a ser produzido utilizando o motor SCUMM.
A história é focada em Ben, líder de uma gangue de motoqueiros chamada The Polecats. O ambiente do jogo retrata um futuro apocalíptico, quase sempre desértico e rochoso, lembrando em muito o filme Mad Max.

## Enredo
Tudo começa quando Ben e sua gangue estão descendo pela Rodovia 9, no meio do deserto rochoso, quando avistam uma bela limusine branca. Mas para Ben, são raras as coisas que cruzam seu caminho na estrada, é assim, que sem pensar, ele empina sua moto e passa por cima do carro, destruindo o pequeno ornamento que simbolizava a limusine, na frente do capô.
Excitados com o acontecimento, os passageiros do carro logo começam a investigar de que gangue se tratava e quem era seu líder. Ben e sua gangue param para relaxar no Kick Stand Bar, lugar onde mais tarde encontrariam Malcolm Corley, o fundador da última fábrica de motos customizadas do país ainda em atividade, a Corley Motors. Malcolm então entra no bar perguntando quem teria passado por cima do seu carro. Ben se identifica, e em poucos minutos já estão conversando sobre motos. Malcolm fala sobre seu passado e suas aventuras como motoqueiro, e Ben fica impressionado em saber que estava conhecendo o dono da Corley.
É quando o vice-presidente da Corley, Adrian Ripburger, entra no bar e chama Ben para uma conversa particular. Ele comenta sobre a idade e os problemas de Malcolm, e oferece a Ben e aos Polecats a chance de trabalharem como guarda-costas da presidência da Corley em uma reunião anual de investidores da marca. Ben recusa a proposta, pois ele e sua gangue não fazem esse tipo de trabalho. Sendo assim, Nestor e Bolus, capangas de Adrian, armam uma cilada para Ben e o acabam jogando desmaiado em um latão de lixo. Sem saber da decisão de Ben e achando que ele já teria partido para planejar o percurso até a reunião, os Polecats acabam concordando com a proposta de Adrian Ripburger.
Quando Ben acorda, percebe que todos já tinham partido e que teria que atravessar o deserto para descobrir o que estava acontecendo. No decorrer do caminho, conhece Maureen, uma excelente mecânica, que o ajuda a arrumar sua moto depois de um acidente planejado pelos capangas de Ripburger. Ben corre contra o tempo para alcançar sua gangue e descobrir os verdadeiros planos de Ripburger. Antes de reencontrar os Polecats, porém, não consegue impedir o assassínio de Malcolm Corley pelas mãos de Ripburger. Pouco antes de morrer, Corley revela para Ben os planos do vice-presidente de transformar a companhia em uma fábrica de vans, e que Maureen é sua única filha e herdeira.
Pegos de surpresa, Ben e sua gangue são acusados pelo assassinato de Malcolm. O líder agora precisa correr para desmascarar Ripburger, salvar Maureen e libertar os Polecats. Para isso, cruza o deserto enfrentando seus rivais, os rápidos e loucos Vultures, os brutais Rottwheelers e os enigmáticos Cavefish. Assim que chega à Corley Motors encontra Maureen e, depois de alguns desentendimentos, Ben consegue se explicar e Maureen o acaba ajudando a recuperar a empresa e tirar Ripburger do poder. Ben salva os Polecats, Ripburger morre e Maureen consegue herdar a empresa do pai, como ele mesmo queria que fosse.
No fim, todos comparecem ao enterro de Malcolm, como uma homenagem ao último grande produtor e motoqueiro apaixonado da Corley Motors.

## Personagens
- Ben - líder dos Polecats e protagonista do jogo. Seu nome completo aparece apenas no manual, como "Ben Whatsisname", e em lugar nenhum do jogo, pois os idealizadores temiam serem processados porque a série em desenho animado Biker Mice from Mars era estrelada por um rato motoqueiro cujo nome era Throttle.[1]
- Maureen "Mo" Corley - filha ilegítima de Malcolm Corley e integrante secreta da gangue Vultures.
- Malcolm Corley - pai de Maureen e dono da Corley Motors. Patriarca da última fábrica de motocicletas customizadas, respeitada igualmente por todas as gangues.
- Adrian Ripburger - vice-presidente da Corley Motors e principal antagonista do jogo.
- Father Torque - antigo líder dos Polecats e espécie de "conselheiro" para Ben.
- Bolus - guarda-costas e cúmplice de Adrian Ripburger.
- Nestor - motorista e cúmplice de Adrian Ripburger. Este o descreve como o "mais esperto" entre seus dois capangas.
- Emmet - caminhoneiro e traficante de fertilizante. Odeia motoqueiros e policiais.
- Horrace - vendedor de souvenirs no Estádio Corley. De acordo com o manual do jogo, sofreu várias quedas de bicicleta sem capacete, mas Corley simpatizou com ele e lhe deu um emprego.
- Miranda Rose Wood - repórter que salva Ben no começo do jogo. Testemunha e fotografa o assassinato de Malcolm Corley.
- Todd Newlan - mora em um furgão em Melonweed. É dono de um ferro-velho. Seu melhor (e único) amigo é um cachorro.
- Quohog - atendente no bar Kickstand. Meio covarde, é facilmente manipulado.
- Suzi - líder dos Vultures. É o cérebro por trás dos planos de deter Ripburger.
- Darrel o segundo em comando nos Polecats depois de Ben.

## Elementos do jogo

### Gangues

#### Polecats
Gangue liderada por Ben, o protagonista, que assume o lugar antes ocupado pelo  Father Torque. Os membros da gangue usam jaquetas de couro preto, calças caqui e coturnos.
Durante o jogo os polecats passam a maior parte do tempo na prisão.
Membros
- Ben
- Father Torque (ex)
- Darrell

#### Cavefish
Uma gangue de motoqueiros conhecidos por sua excentricidade. Por viverem em uma caverna, são cegos e precisam de óculos especiais que lêem as marcações na estrada. Usam o corpo inteiramente coberto por tiras de panos e sobrevivem assaltando caminhões e roubando seu carregamento.
Não fica claro durante o jogo se a gangue tem algum líder.

#### Rottwheelers
Os rottwheelers, principais rivais dos polecats, são tidos como estúpidos e brutos.
Seus membros são geralmente grandes e fortes e usam barbas.

#### Vultures
A gange, liderada por Suzi, é famosa por usar os recoil-boosters, dispositivos que permitem às motos desenvolver uma incrível velocidade.
Os vultures têm sua base no alto de uma montanha cercada por um campo minado.
Membros
- Suzi
- Maureen

### Localidades

#### Kickstand
Um castigado bar de motoqueiros à beira da estrada de propriedade de Quohog. É lá que o jogo começa.

#### Melonweed
Melonweed é onde mora Maureen, a mecânica que socorre Ben no começo do jogo. Por afundar na terra cerca trinta centímetros por ano, a cidade é praticamente abandonada. Além de Maureen, mora lá apenas Todd, o dono do ferro-velho.
Existe na cidade ainda uma torre de armazenamento de combustível fortemente vigiada pela polícia.

#### Uncle Pete's Mink Ranch
Um rancho de criação de minks abandonado pertencente a Maureen, que herdou de seu tio.
Emmet conta que comprava carne de mink lá muito barato e vendia para programas de alimentação em escolas.

#### Poyahoga Gorge
Um enorme cânion que corta a highway 9.
No meio do jogo a ponte que atravessa o Poyahoga é derrubada e o protagonista tem de saltar por ela após efetuar as devidas modificações em sua moto.

#### Corley Motors
Complexo que abriga a sede das indústrias Corley motors e um estádio.

## Continuações canceladas
Na primavera de 2000, a LucasArts iniciou a produção de Full Throttle: Payback, uma continuação oficial da história de Full Throttle. Uma vez que Tim Schaefer já tinha saído da empresa na época, Larry Ahem, que estava envolvido no desenvolvimento do jogo original, foi designado líder do projeto e Bill Tiller, diretor de arte. Tanto Ahem, como Tiller, deixaram a LucasArts em 2001 após o cancelamento de Payback. Nos estágios iniciais, o projeto recebeu retornos positivos de outros empregados da LucasArts, mas, de acordo com Tiller, acabou terminando devido aos desentendimentos sobre o estilo do jogo entre a equipe de produção e "uma pessoa especialmente influente" dentro da gerência, que levou a uma série de "erros". A produção foi encerrada definitivamente em novembro de 2000, com 25% dos níveis e 40% da arte de pré-produção já concluída. A LucasArts nunca emitiu um comunicado oficial sobre o cancelamento do jogo.
A história era centrada nos esforços de Ben para impedir o plano de uma "grande corporação" e do governador local para substituir todas as estradas pavimentadas por superfícies flutuantes, roubando os motociclistas e caminhoneiros de seu chão. Na primeira metade do jogo, Ben teria evitado uma tentativa de assassinato a Father Torque, que agora lidera um grupo de oposição às superfícies flutuantes, e depois se junta a uma "repórter infiltrada e persistente" para tirar o governador do poder. Na opinião de Tiller, Payback iria "capturar a ambientação do primeiro jogo e expandiria o meio".
Em meados de 2002, a LucasArts anunciou Full Throttle: Hell on Wheels para Windows, e pela primeira vez na série, PlayStation 2 e Xbox. O jogo era destinado a ser ação-aventura, com mais ênfase na ação e nas lutas, do que na aventura, para torná-lo mais "físico" do que o primeiro. Sean Clark foi nomeado líder do projeto de Hell on Wheels e o desenvolvimento correu bem até o final de 2003, quando foi abruptamente cancelado. Apenas meses antes, na E3 de 2003, uma demonstração foi apresentada e um teaser foi lançado pela LucasArts. Simon Jeffery, então presidente da companhia, declarou que "não queremos desapontar os muitos fãs de Full Throttle, e esperamos que todos possam entender nosso comprometimento com a entrega de uma experiência de jogo da melhor qualidade que pudermos" no comunicado à imprensa. Os críticos citaram a baixa qualidade gráfica do jogo comparada aos seus pares 3D da época e a falta de envolvimento de Tim Schafer no projeto como possíveis motivos por trás de seu cancelamento. Além disso, Roy Conrad, o dublador original de Ben, morreu em 2002.
Hell on Wheels se passaria em El Nada, local cujas estradas teriam sido destruídas misteriosamente. Ben acredita que uma das novas gangues introduzidas no jogo, os Hound Dogs, estão por trás disso, mas logo descobre uma trama mais sinistra e mortal. Junto de Father Torque e Maureen, ele teria acabado com os planos do vilão e protegido a "liberdade da estrada aberta".
Os críticos consideram improvável o desenvolvimento de novas continuações para Full Throttle. O interesse da LucasArts deixou de ser jogos de aventura, e o fato de duas tentativas anteriores terem sido mal-sucedidas pode dificultar a possibilidade de uma terceira. Além disso, quase todos os desenvolvedores que estiveram envolvidos com o Full Throttle original, em 1995, já deixaram a LucasArts.